# Pedreirinho
O pedreirinho, pedreiro, cinclodes-rabilongo ou pedreiro-rabilongo (Cinclodes pabsti)(nome científico: Cinclodes pabsti) é uma ave passeriforme, terrícola e campestre, da família dos furnariídeos, endêmica do Sul do Brasil. Tais aves medem cerca de 22 cm e possuem comprimento e plumagem cor de terra com faixa supra-ocular e partes inferiores branco-amareladas. Também são conhecidas pelos nomes de pedreiro e teresinha.
É considerada ave símbolo de São Joaquim (Santa Catarina) conforme lei nº 4185, de 20 de dezembro de 2013.

## Distribuição
Esta espécie é endêmica do sul do Brasil, ocorre na região dos Campos de Cima da Serra do nordeste do Rio Grande do Sul e no Planalto Serrano do sudeste de Santa Catarina, em altitudes acima de 750 m.